# The Black Swan
The Black Swan is een Amerikaanse avonturenfilm uit 1942 onder regie van Henry King. Het scenario is gebaseerd op de gelijknamige roman uit 1932 van de Italiaans-Britse auteur Rafael Sabatini. De film werd destijds in Nederland en Vlaanderen uitgebracht onder de titel De zwarte zwaan.
De film is een zogenaamde mantel-en-degenfilm, waarbij de karakters inclusief de boeven een sterk morel kompas hebben. Ook moesten deze films het vooral hebben van de kostuums, de decors en de zwaardvechtscènes waarbij het verhaal en de personages weinig diepgang hadden.
Een van de hoofdpersonen is Henry Morgan maar het verhaal is verder niet op het echte leven van deze piraat gebaseerd.

## Verhaal
De Engelse koning Karel II schenkt gratie aan zeerovers, die zich vestigen in de op Spanje veroverde koloniën in West-Indië. De ex-piraat Henry Morgan wordt aangesteld tot gouverneur van Jamaica. Zijn benoeming is de behoudsgezinde krachten in het land een doorn in het oog. Wanneer zijn voormalige handlanger Billy Leech op de koop toe het gebied onveilig gaat maken, valt hij helemaal in ongenade. Morgan laat kapitein Jamie Waring jacht maken op de boekanier. Hij verslaat hem tijdens een zeeslag bij Maracaibo en redt aldus de eer van Morgan. Kapitein Waring wint bovendien de hand van Margaret Denby, de dochter van de voormalige gouverneur.

## Rolverdeling
| Acteur          | Personage             |
| --------------- | --------------------- |
| Tyrone Power    | Jamie Waring          |
| Maureen O'Hara  | Margaret Denby        |
| Laird Cregar    | Kapitein Henry Morgan |
| Thomas Mitchell | Tommy Blue            |
| George Sanders  | Kapitein Billy Leech  |
| Anthony Quinn   | Wogan                 |
| George Zucco    | Lord Denby            |

## Trivia
- Maureen O'Hara Wordt in een van de scènes in haar ondergoed overboord gegooid. Voordat de film uitkwam stuurde ze een brief naar haar familie in Ierland om ze alvast te waarschuwen.
- Tijdens het filmen van een dinerscène weigerde O'Hara om haar trouwring af te doen.
- Het is de laatste film waarin Helene Costello, die vanwege haar stem meer succes had in het tijdperk van de stomme films, te zien is. Overigens in een kleine rol.

## Prijzen en nominaties
| Jaar | Prijs  | Categorie                    | Genomineerde(n)                              | Uitslag     |
| ---- | ------ | ---------------------------- | -------------------------------------------- | ----------- |
| 1942 | Oscars | Beste camerawerk             | Leon Shamroy                                 | Gewonnen    |
| 1942 | Oscars | Beste visuele effecten       | Fred Sersen Roger Herman sr. George Leverett | Genomineerd |
| 1942 | Oscars | Beste oorspronkelijke muziek | Alfred Newman                                | Genomineerd |